# 1817 Katanga
1817 Katanga este un asteroid din centura principală, descoperit pe 20 iunie 1939, de Cyril Jackson.